# قلعه چهارلان
قلعه چهارلان از محله‌های قدیمی شهر سنندج است.

## محدوده
این محله در قسمت شمال شرقی بافت قدیم سنندج قرار گرفته که از شمال به محله جور آباد و خیابان ۲۵ شهریور و از سوی جنوب به محله قطار چیان و تاز آباد خیابان شاهپور(امام فعلی) محدود است. محلهٔ قلعه چهارلان یکی از محله‌های کهن و بزرگ شهر است که یک مرکز اصلی دارای و زیر محله دیگر با مراکز فرعی است. از اماکنی که در این محله قرار گرفته‌اند فضای سبز، اماکن مذهبی، گرمابه، می‌توان نام برد.
مراکز اصلی و فرعی این محله رونق خوبی در سطح منطقهٔ شهری دارند که خدمات محله ای از جمله قصابی، بقالی، نانوایی (انواع مختلف)، گرمابه، مسجد، شیرینی پزی، خیاطی، فروشندگی کالاهای روزمره و… هستند. از معروفترین اماکن می‌توان به مسجد دارالحسان. سردر فهیم. تکیه دیانت . مسجد مولانا. مقبره چهل مرد شیخان. مسجد جاجی سید ابراهیم .مسجد وزیر . پارک فرح . زورخانه علی مسگر . حمام کمانگر . مدرسه قدیمی . خانه قدیمی خان(قسمت جدید الااحداث مسجد جامع)پل کمانگر .مسجد بابای نقشبند . و … نام برد. پیش از توسعه محله سمت غربی قبرستان بزرگی وجود داشت که مقبره بسیاری از اهالی شهر سنندج بود که بعد از توسعه توسط یکی از استانداران وقت به نام رئوفی نسبت به تخریب قبرستانها اقدام شد. در حال حاضر یکی از قبرها نیز در داخل حیاط یکی از مدارس احداثی وجود دارد.

## وجه تسمیه
قلعه چار لان به دلیل ویژگی خاص توپوگرافی دارای وضعیت مطلوبی به لحاظ نظامی بوده و نام قلعه چهار لان نیز بر همین اساس بنیان گذاشته شده.

## ویژگی‌ها
این محله در شمال شرقی بافت قدیم شهر واقع شده و از سوی شمال به محله جور آباد، از شرق به خیابان شهدا (فرح قدیم)، از جنوب به خیابان امام (شاهپور سابق) و از غرب به خیابان شیخان و مردوخ محدود می‌شود

## اماکن
- کوچه اصلی و بازار
- مسجد مولانا
- گرمابهٔ کمانگر
- عمارت فهیمی
- عمارت اقبال لشکر (اقبال)
- عمارت سجادی (تخریب شده)
- عمارت معتمد (تخریب شده)
- خانه شیخ الاسلام (غیرقابل سکونت)
- پارک شهدا (فرح سابق)
- مسجد جامعه
- آرامگاه چهل مرد شیخان

## خانواده‌های معروف و سرشناس
خاندان‌ها:عبدالهی، فیاضی، فهیمی، شهابی، اقبال (اقبال لشکر)، بهشتی زاد، الماسپور، حکمتی کرد ، اکرمی، خاکی کردستانی، دیوانی، بابان ، ناظری ، خاکسار ، اردلان،میر بابان،فکری،چهره آزاد،یعقوبی،پرباران،اعظمی،تقربی،عظیمی،اولیایی،بدیع مدیری،باغبانی،دانش، سجادی، معتمدوزیری، شیخ السلام